# Xã Waukon, Quận Norman, Minnesota
Xã Waukon (tiếng Anh: Waukon Township) là một xã thuộc quận Norman, tiểu bang Minnesota, Hoa Kỳ. Năm 2010, dân số của xã này là 114 người.